# 寒冷反应

2014年寒冷反应，美国海军陆战队第2014轻型装甲侦察营在挪威索雷萨

寒冷反应（Cold Response）是由挪威主导、北约成员国以及受邀的和平伙伴关系计划国家參與的一系列军事演习，它每兩年在挪威举行。

## 寒冷反应 2006
第一次演习是在2006年的挪威，来自11个国家的约10,000名士兵参加了此次演習。 

## 寒冷反应 2022
演习定于2022年3月和4月举行。演習主要在挪威东南部、挪威中部和北挪威進行。截至2022年3月，共有 27 个国家以及约3万名士兵报名参加此次演习。 据挪威联合司令部发言人称，这比预期少了5000人，但由于此時紧张的安全局势（2022年俄羅斯入侵烏克蘭），这是可以理解的。 